# Landkreis Spree-Neisse
Landkreis Spree-Neisse (lågsorbiska: Wokrejs Sprjewja-Nysa) är ett län (Landkreis) i det tyska förbundslandet Brandenburg med Forst som huvudort.  
Spree-Neisse ligger i sydöstra delen av Brandenburg, och omger den kreisfria staden Cottbus, som inte själv är del av länet utan administreras som ett eget län.
Spree-Neisse gränsar i öster till Polen, i söder till förbundslandet Sachsen, och i Brandenburg, från väst till norr, Landkreis Oberspreewald-Lausitz, Landkreis Dahme-Spreewald och Landkreis Oder-Spree.
Bilarna har länskod SPN på nummerskylten.  Även de äldre länskoderna FOR, GUB och SPB, som är under avveckling, förekommer.

## Administrativ indelning
I förvaltningsrättslig mening finns i modern tid ingen skillnad mellan begreppet Stadt (stad) gentemot Gemeinde (kommun). Följande kommuner och städer ligger i Landkreis Spree-Neisse.

### Städer och kommuner

#### Amtsfria städer
| - Drebkau - Forst (Lausitz) | - Guben | - Spremberg | - Welzow |

#### Amtsfria kommuner
| - Kolkwitz | - Neuhausen/Spree | - Schenkendöbern |  |

#### Ämter och tillhörande städer och kommuner

##### Amt Burg (Spreewald)
| - Briesen - Burg (Spreewald) | - Dissen-Striesow - Guhrow | - Schmogrow-Fehrow | - Werben |

##### Amt Döbern-Land
| - Döbern (stad) - Felixsee | - Gross Schacksdorf-Simmersdorf - Jämlitz-Klein Düben | - Neisse-Malxetal - Tschernitz | - Wiesengrund |

##### Amt Peitz
| - Drachhausen - Drehnow | - Heinersbrück - Jänschwalde | - Peitz (stad) - Tauer | - Teichland - Turnow-Preilack |

## Befolkning
- Befolkningsutvecklingen i de nuvarande gränserna (Blå linje: Befolkning -- Prickade linjen: Jämförelse med utvecklingen av Brandenburg -- Grå bakgrund: Period av Nazi styre -- Röd bakgrund: Period av kommunistiskt styre)
- Aktuella befolkningsutveckling (blå linjen) och prognoser (prickade linjen).

| 1875 | 101 025 |
| 1890 | 113 766 |
| 1910 | 138 428 |
| 1925 | 144 789 |
| 1933 | 152 241 |
| 1939 | 156 827 |
| 1946 | 174 693 |
| 1950 | 174 606 |
| 1964 | 172 833 |
| 1971 | 169 325 |

| 1981 | 165 870 |
| 1985 | 161 288 |
| 1989 | 158 063 |
| 1990 | 154 926 |
| 1991 | 150 875 |
| 1992 | 148 339 |
| 1993 | 149 606 |
| 1994 | 150 024 |
| 1995 | 150 364 |
| 1996 | 151 279 |

| 1997 | 151 830 |
| 1998 | 151 016 |
| 1999 | 150 171 |
| 2000 | 148 700 |
| 2001 | 145 929 |
| 2002 | 143 642 |
| 2003 | 141 256 |
| 2004 | 139 464 |
| 2005 | 136 896 |
| 2006 | 135 017 |

| 2007 | 132 798 |
| 2008 | 130 626 |
| 2009 | 128 470 |
| 2010 | 126 400 |
| 2011 | 121 571 |
| 2012 | 120 178 |
| 2013 | 118 899 |

## Näringsliv

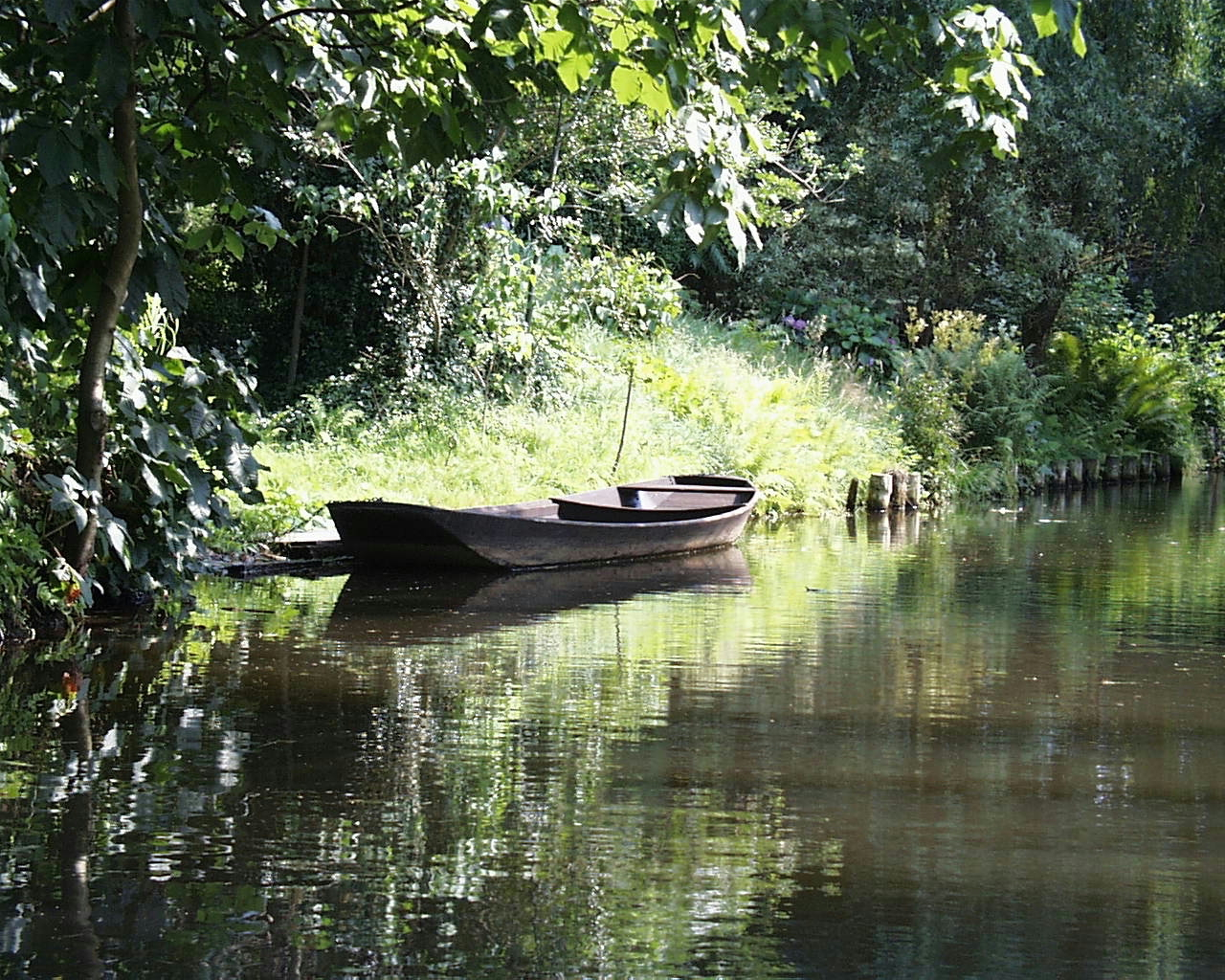
Spree vid Burg

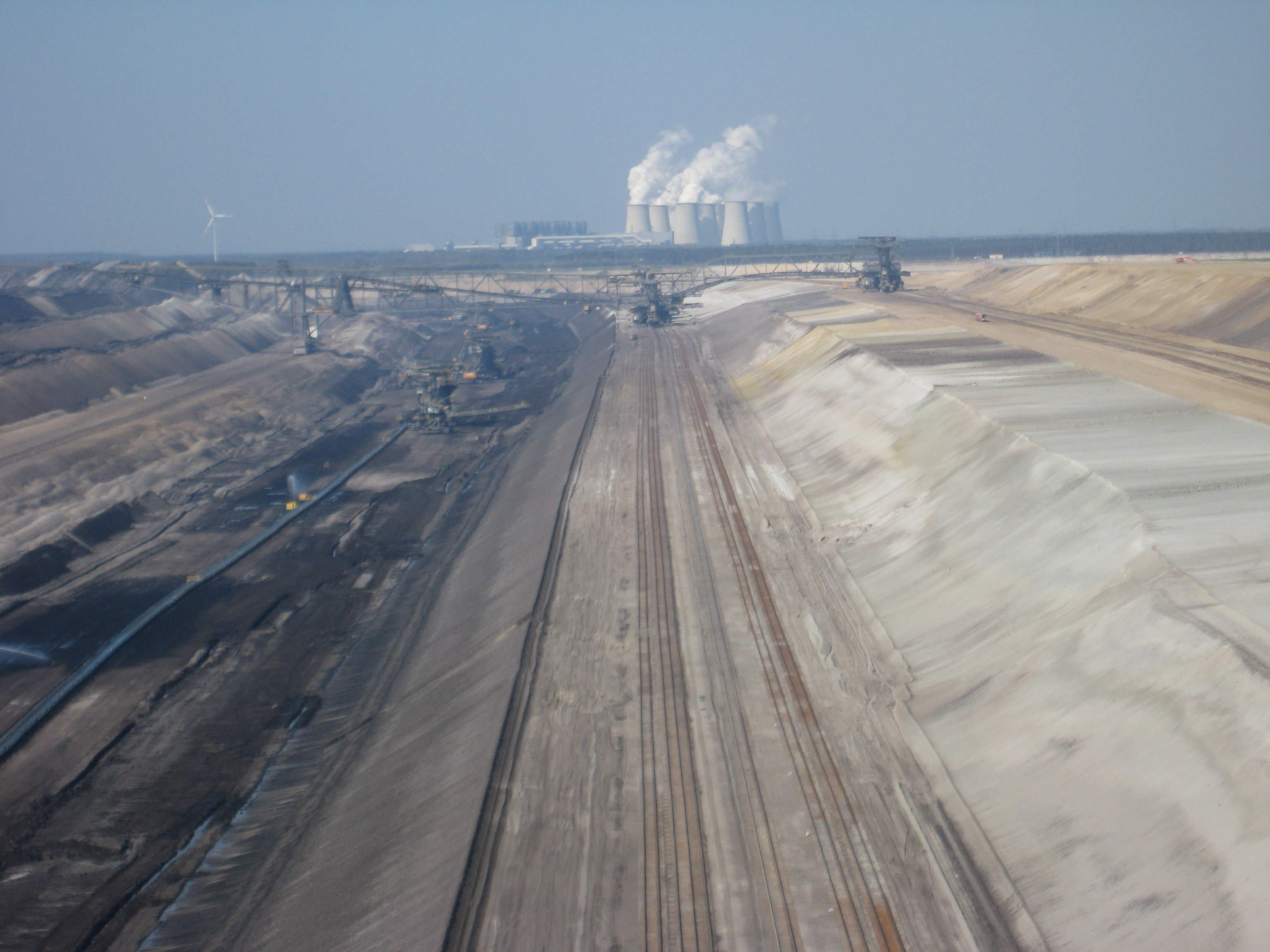
Brunkolsbrott och kolkraftverk i Jänschwalde.

Området har en turistindustri centrerad kring kurorten Burg (Spreewald) i naturområdet Spreewald.  
Brunkolsbrytning, energiindustri och kemisk industri tillhör de viktigaste industrinäringarna.